# Eixample (Mataró)
Eixample es un barrio de Mataró. Es el segundo más grande, tras Pla d'en boet y el segundo más poblado, tras Cerdanyola.
Se ha poblado bastante en los últimos siete años, con un aumento de 4.000 habitantes.
En este barrio, también destaca el comercio, como en el Centro. Se encontrará el próximo emplazamiento de el Corte Inglés en Mataró.

## Límites
Tomando referencia el mar Mediterráneo como el sur.
- Sur Mar Mediterráneo
- Norte 
  - Cirera por Cami de la Giganta
  - Peramas por Calle Tetuan
  - Los Molinos por Carles Padros
  - Rocafonda Alfonso X el Sabio
- Este
  - Rocafonda por Passeig de Cabanellas
- Oeste
  - Pla d'en Boet por Francesc Macia
- En el centro del barrio, se encuentra el centro de la ciudad

## Semana Santa
Por sus calles procesionan todos los pasos de Mataró, en la tradicional procesión del Viernes Santo, procesionan por las calles del Eixample y por las calles del centro de la ciudad.
- Els Armats
- Oración del Huerto
- Jesús Cautivo y Virgen de los Dolores
- Jesús coronado de Espinas
- La Veronica
- Nstro. Padre Jesús Nazareno y la virgen de la Esperanza
- St. Crito de la Agonía
- la Buena Muerte
- Santo sepulcro
- Virgen de la Soledad

El Jueves Santo, procesionan las hermandades de la Oración del Huerto y Jesús coronado de Espinas.
EL Domingo de Ramos, procesiona la hermandad de Jesús Cautivo.

## Transporte
Cuenta con la única estación de ferrocarril de Mataró, de la Línea 1 de cercanías Renfe.
Circulan por el barrio, líneas de 1, 2, 3, 4, 5, 7, 8, P Mataró Bus y cuenta con 3 paradas de Líneas interurbanas, situadas en estación renfe, Plaza de las teresas y La Rambla.

## Equipamientos
Cuenta con el hospital de ancianos de St. Jaume y Sta. Magdalena.
- Datos: Q5820524